# Uromastyx dispar
Uromastyx dispar är en ödleart som beskrevs av  Lucas Friedrich Julius Dominikus von Heyden 1827. Uromastyx dispar ingår i släktet dabbagamer, och familjen agamer.
Arten förekommer i södra delen av Sahara från Mauretanien till Sudan. Honor lägger ägg.

## Underarter
Arten delas in i följande underarter:
- U. d. dispar
- U. d. flavifasciata
- U. d. maliensis

## Bildgalleri

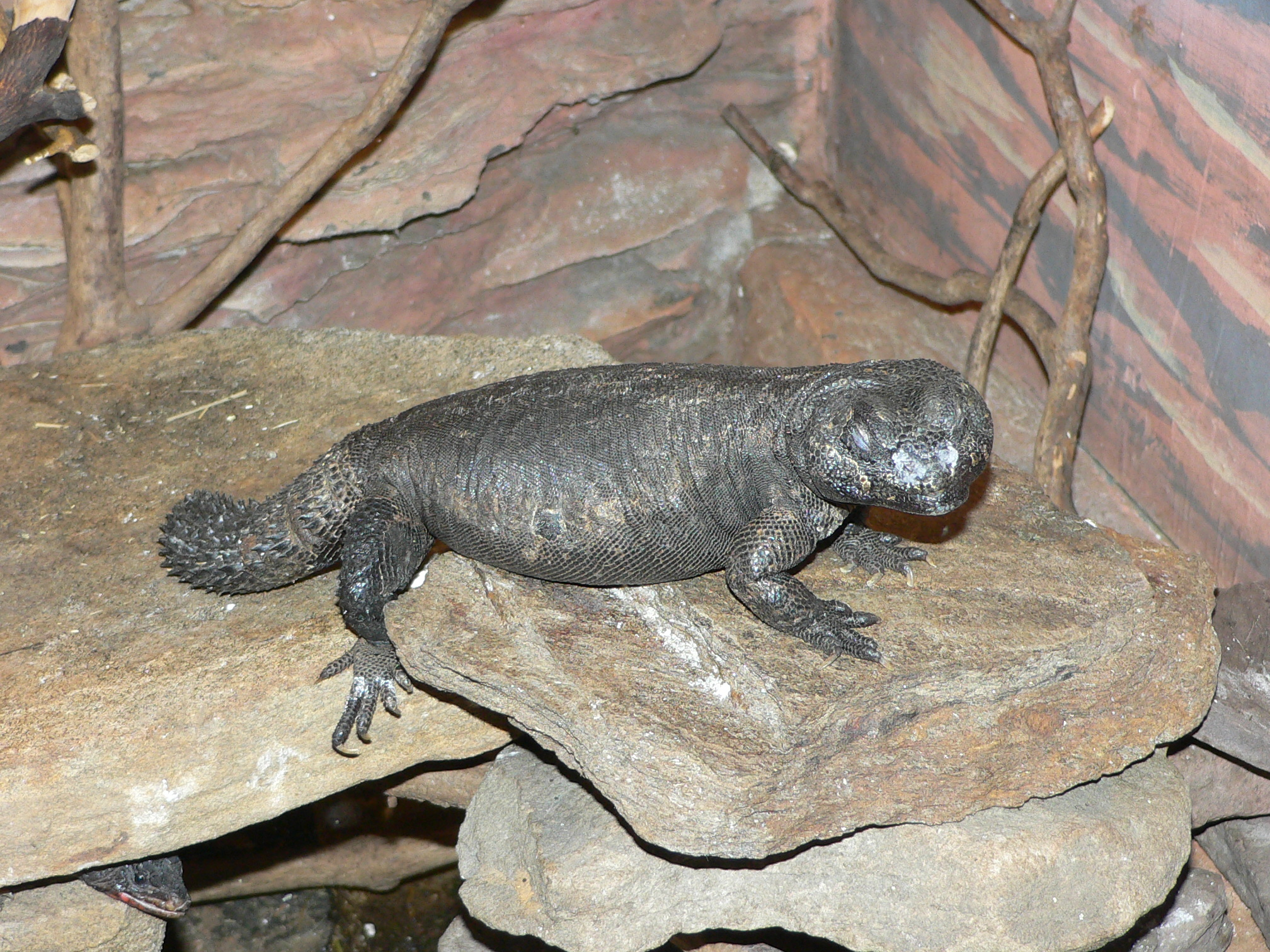
Uromastyx dispar maliensis
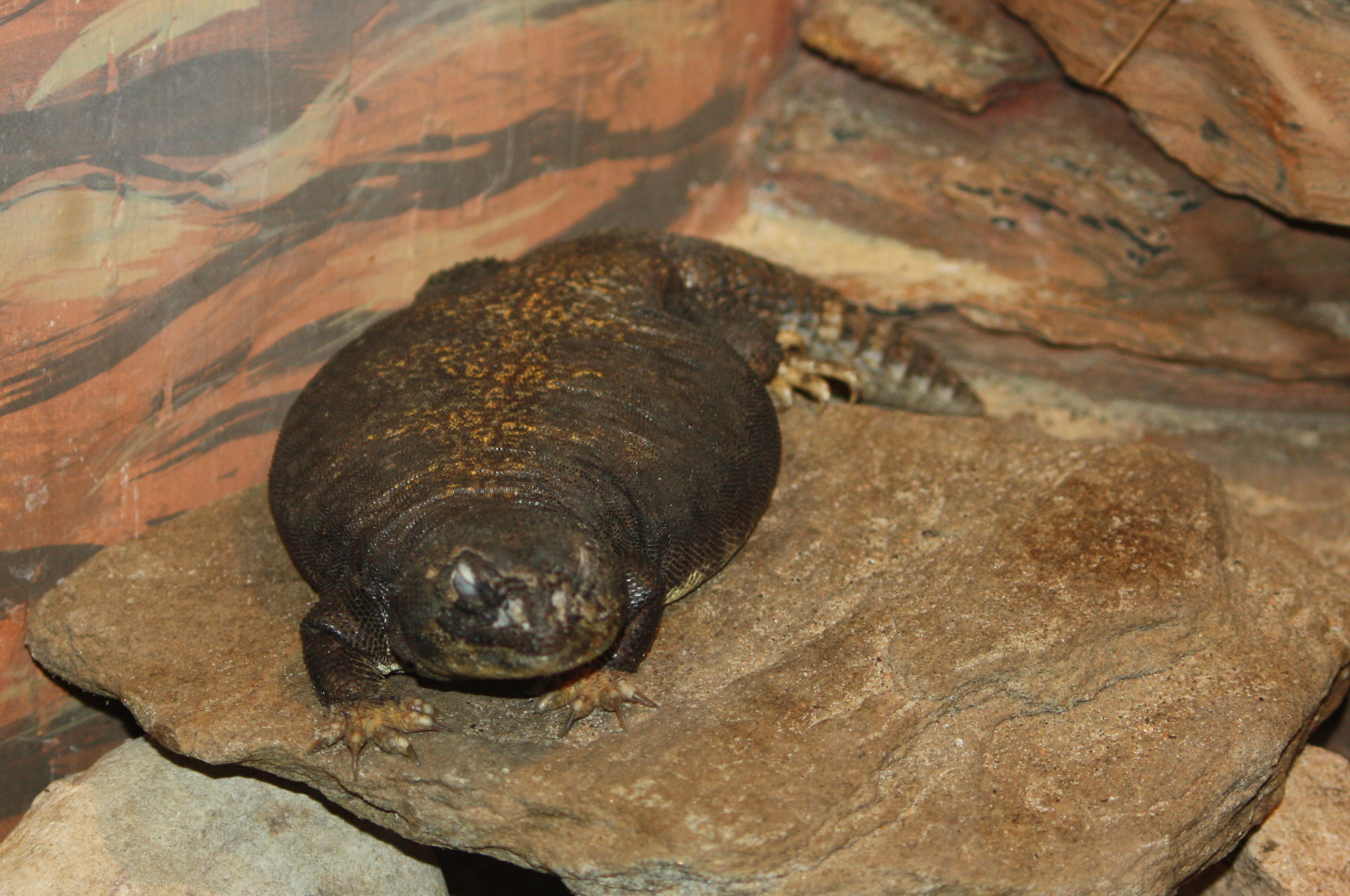
Uromastyx dispar maliensis
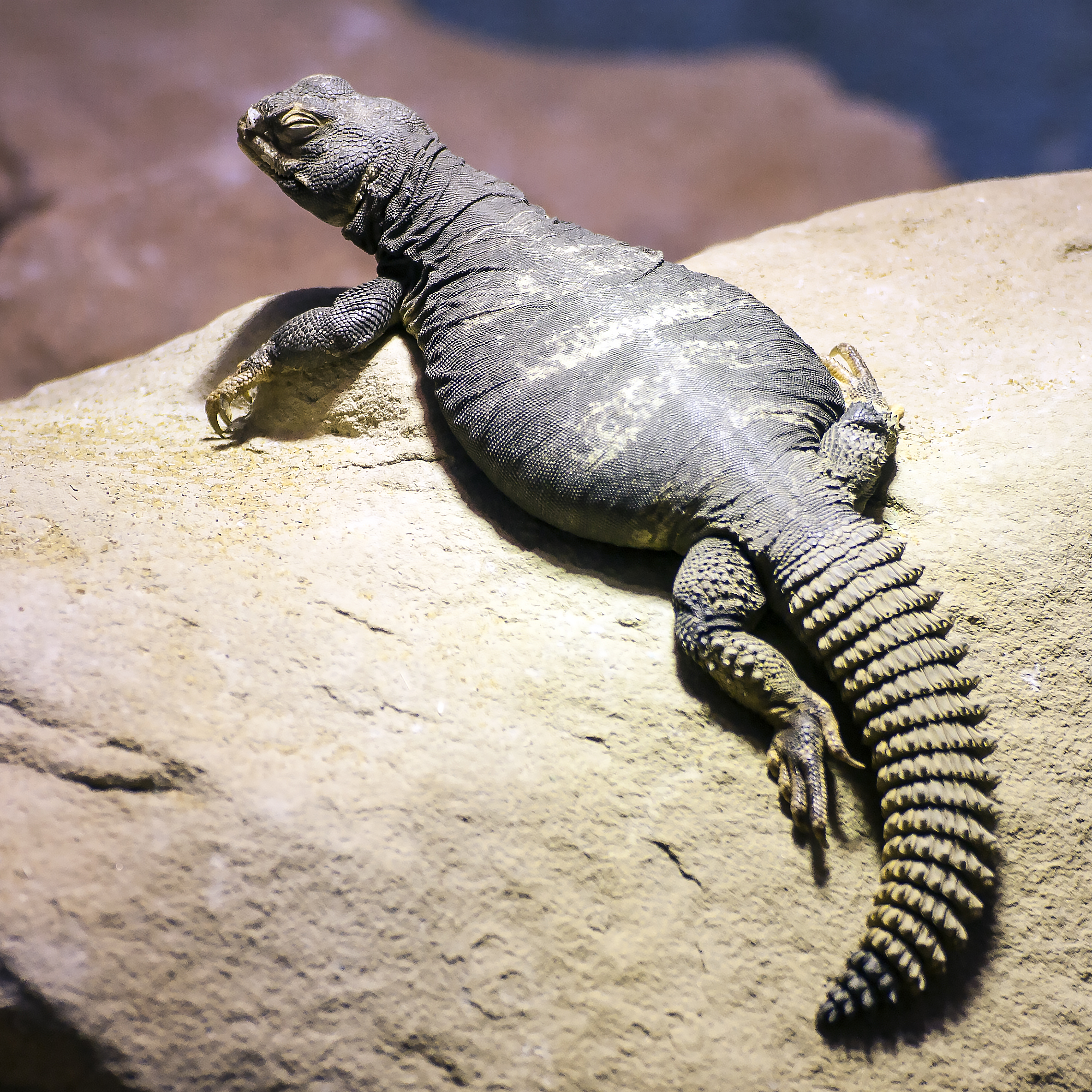
Uromastyx dispar flavifasciata